# Salvadorská kuchyně

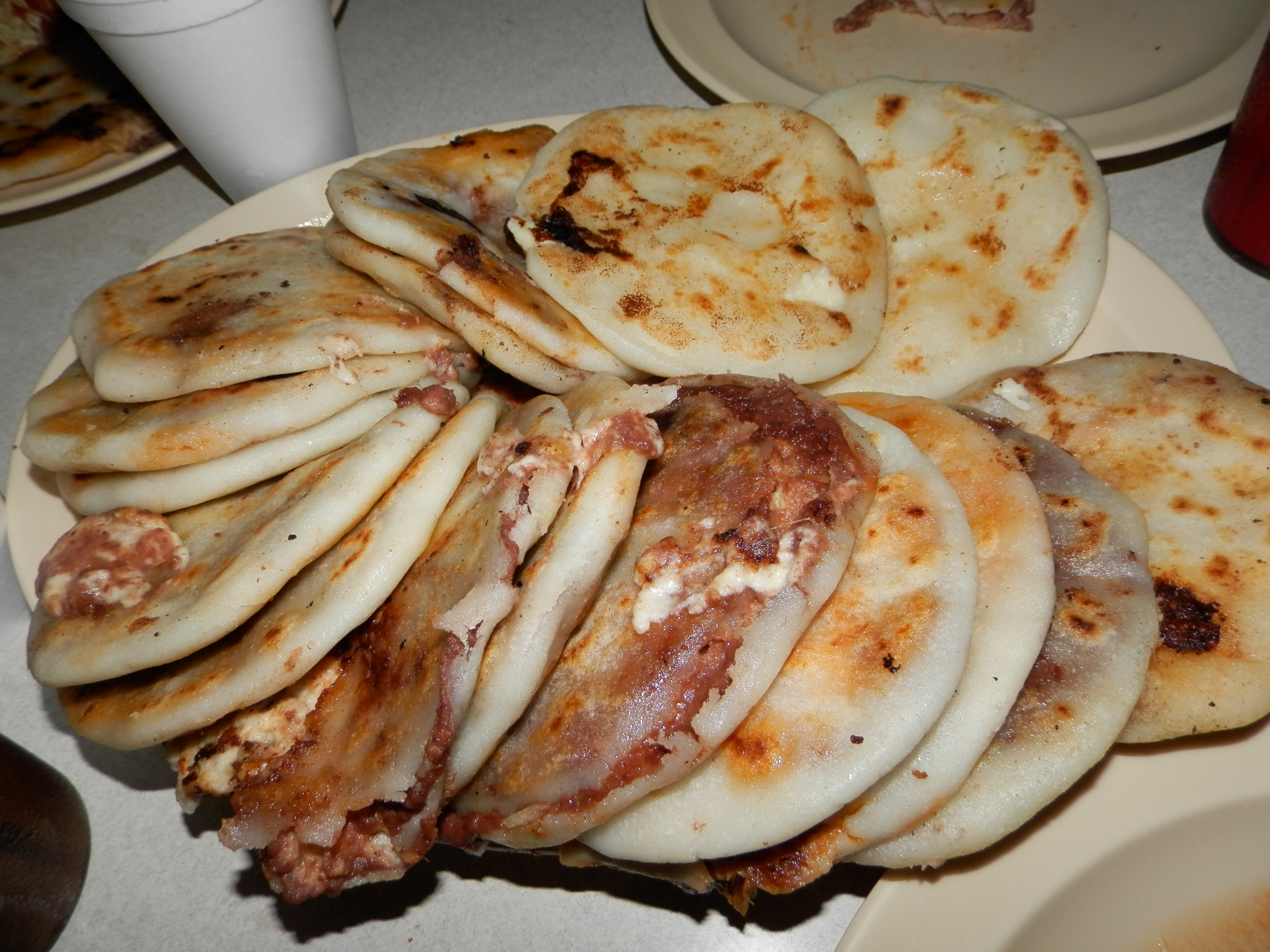
Pupusas

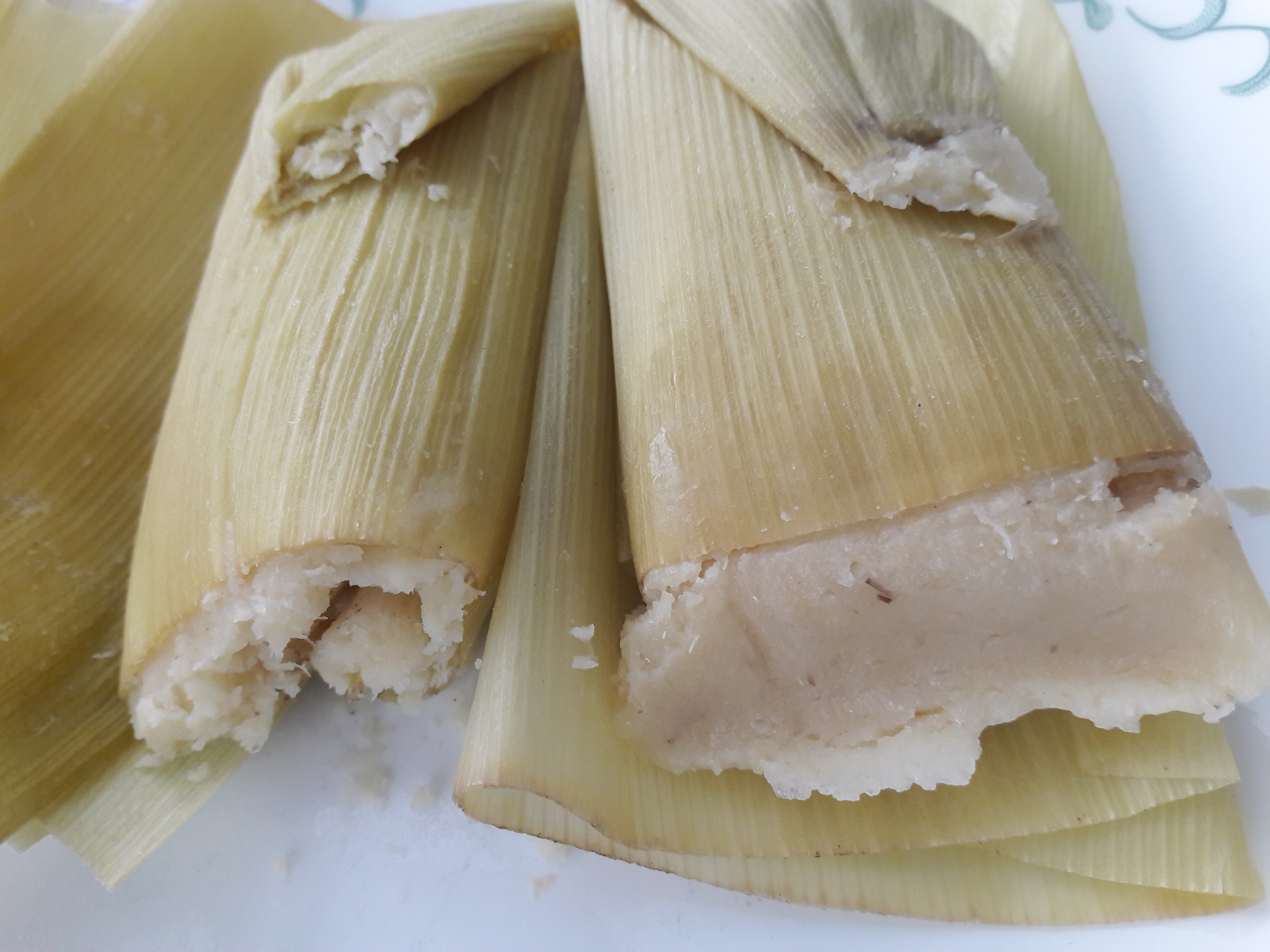
Tamales

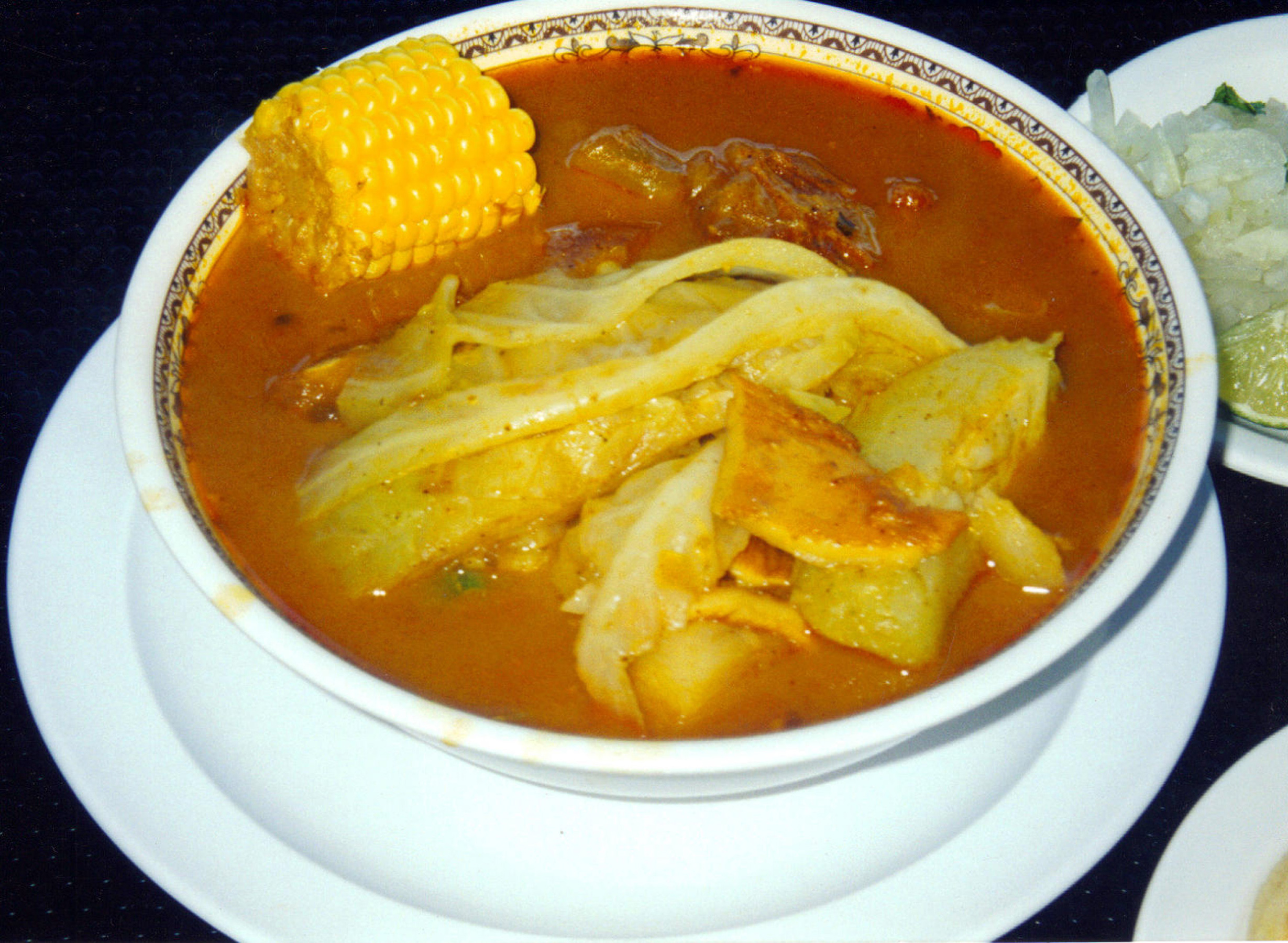
Sopa de pata

Salvadorská kuchyně (španělsky: Gastronomía de El Salvador) vychází ze španělské kuchyně a kuchyně salvadorských Indiánů. Základní potravinou je kukuřice, z masa se používá především vepřové a mořské plody.

## Příklady salvadorských pokrmů
Příklady salvadorských pokrmů:
- Pupusa, smažená tortilla plněná masem, fazolemi nebo sýrem, často považovaná za národní jídlo Hondurasu
- Baleada, plochá tortilla podávaná se sýrem nebo fazolemi
- Pacalla, obalované a smažené květy palem, podávané s rajčatovou omáčku
- Tamales, plněná kukuřičná hmota podávaná v banánovém listu
- Sopa de pata, polévka z hovězích drštěk, plantainu a zeleniny
- Mariscada, polévka z mořských plodů
- Gallo en chica, polévka z kuřecího masa, kukuřice a cukrové třtiny
- Curtido, nakládaná zelenina

## Příklady salvadorských nápojů
Příklady salvadorských nápojů:
- Káva
- Pivo
- Minutas, drcený led s ovocným sirupem
- Kolachampan, limonáda z cukrové třtiny
- Tic Tack, pálenka z cukrové třtiny podobná cachaçe
- Ovocné šťávy